# زیفربلات (گروه موسیقی)
زیفربلات (اوکراینی: Циферблат، ت. «Tsyferblat») گروه موسیقی اهل اوکراین است که از دانییل لشچینسکی (خواننده)، والنتین لشچینسکی (نوازنده گیتار) و فدیر خوداکوف (نوازنده درام) تشکیل شده است. این گروه نمایندهٔ اوکراین در یوروویژن ۲۰۲۵ با ترانه‌ای با عنوان «Bird of Pray» است.